# Distrito de Palca (Tarma)

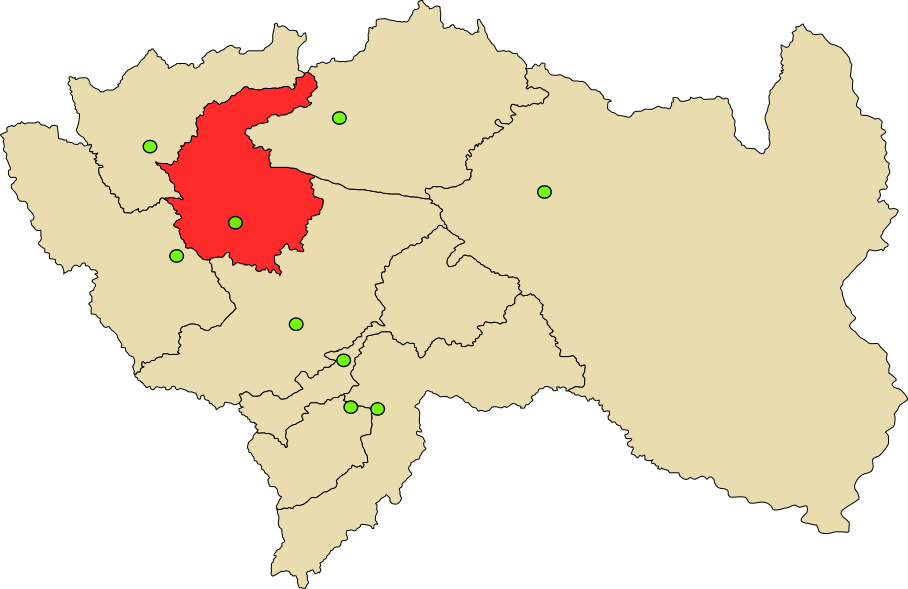
Mapa de la Provincia de Tarma en el Departamento de Junín.

El Distrito de Palca es uno de los nueve distritos que conforman la Provincia de Tarma, ubicada en el Departamento de Junín, bajo la administración del Gobierno Regional de Junín, en la sierra central de Perú. Limita por el norte con el Distrito de Huasahuasi y el Distrito de San Ramón (de la Provincia de Chanchamayo); por el este con los distritos de San Ramón, Vitoc, Monobamba y Tapo; por el oeste con los distritos de Acobamba y Huasahuasi; y, por el sur con los distritos de Acobamba y Tapo.
Dentro de la división eclesiástica de la Iglesia Católica del Perú, pertenece a la Diócesis de Tarma.

## Etimología
Palca es una palabra quechua, se puede emplear Palqa, Pallqa o Palca que significa birfurcación y/o horqueta, haciendo referencia al río o camino. Además hay otras tres localidades en el territorio peruano con el mismo nombre como Distrito de Palca (Tacna), Distrito de Palca (Lampa) en Puno y el Distrito de Palca (Huancavelica). 
Hipocorístico
Palqueño es el gentilicio de Palca pero también se los conoce como siete chupes.  

## Historia

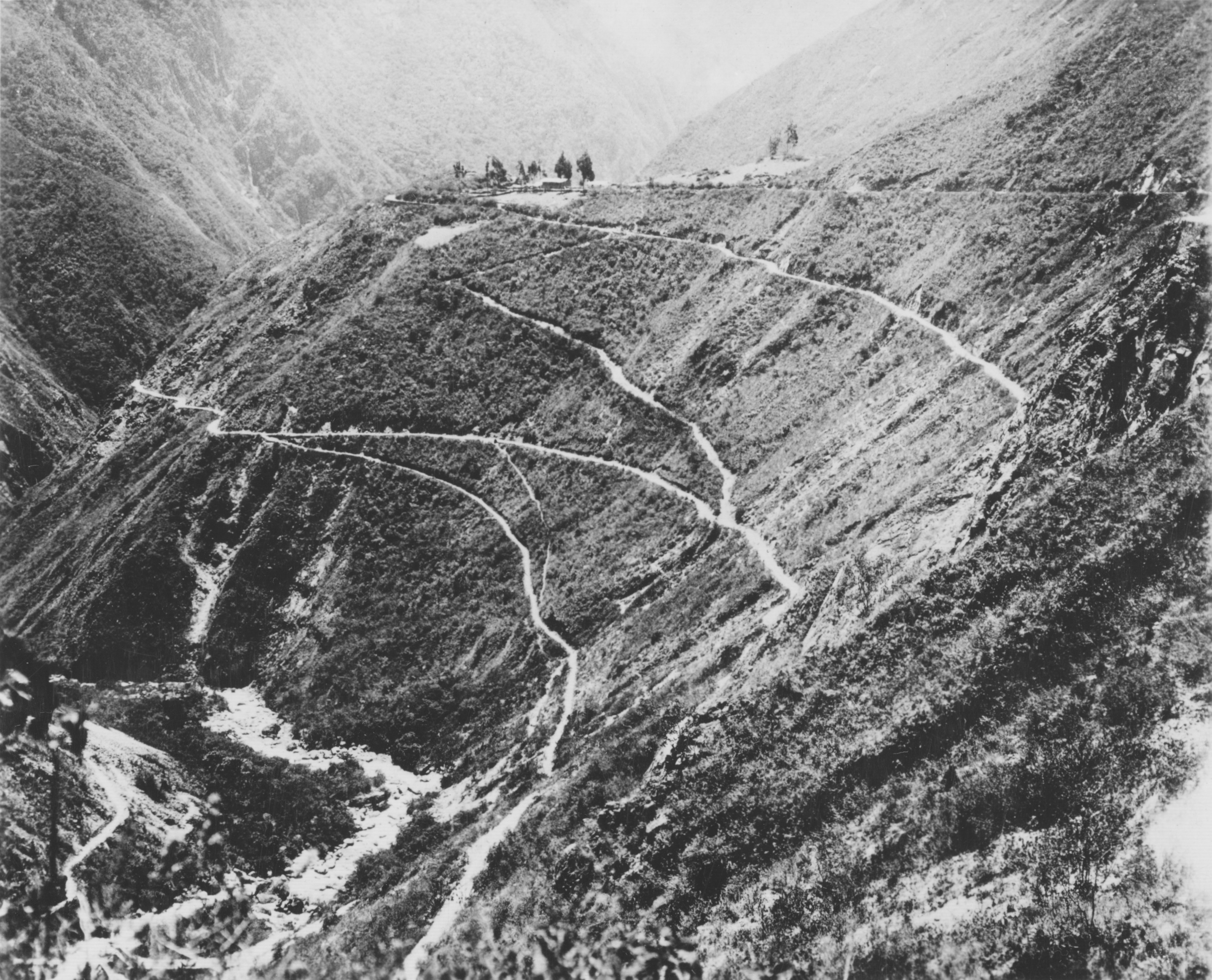
Carpapata antes de ser Carretera Central.

El distrito fue creado mediante Ley s/n del 2 de enero de 1857, en el gobierno del Presidente Ramón Castilla.

## Geografía
Abarca una superficie de 378,08 km². 

## Centros poblados y caseríos
Los principales centros poblados son Huaracayo y Yaroca.
| División administrativa | División administrativa |
| N.º                     | Caserío                 |
| ----------------------- | ----------------------- |
| 1                       | Íllic                   |
| 2                       | Nahuín                  |
| 3                       | Intipichanan            |
| 4                       | Shicshac                |
| 5                       | Carpapata               |
| 6                       | Valdivia                |
| 7                       | Huayaonioc              |
| 8                       | Chiquistambo            |
| 9                       | Contaypaccha            |
| 10                      | Chaclapampa             |
| 11                      | Matichacra              |
| 12                      | Yanango                 |
| 13                      | Yaroca                  |
| 14                      | Llacsacaca              |
| 15                      | Huaracayo               |
| 16                      | Niñopampa               |
| 17                      | Santa Fe                |
| 18                      | Cachipoyo               |
| 19                      | Vellavista              |
| 20                      | Miraflores              |
| 21                      | Santo Domingo           |
| 22                      | Vilcabamba              |
| 23                      | Patay                   |

## Autoridades

### Municipales
| Alcalde de Palca    | Alcalde de Palca                | Alcalde de Palca                                     | Alcalde de Palca |
| Periodo             | Alcalde                         | Partido                                              | Regidores        |
| ------------------- | ------------------------------- | ---------------------------------------------------- | ---------------- |
| 2023-2026           | Aurea Herlinda Arias Limaymanta | JUNIN RENACE                                         |                  |
| Anteriores alcaldes |                                 |                                                      |                  |
| 2019-2022           | Tito Guzmán Gamarra Puente      |                                                      |                  |
| 2015-2018           | Oswaldo Huaroc Pacheco          | Movimiento Junín Sostenible con su Gente (JSG - JUS) |                  |
| 2011-2014           | León Dionisio Huaynates         | Bloque Popular Junín (BPJ)                           |                  |
| 2007-2010           | Daniel Edgar Ameri Santos       |                                                      |                  |
| Total               |                                 |                                                      |                  |

### Policiales
| Comisaría de Palca                   | Comisaría de Palca | Comisaría de Palca  |
| Dirección                            | Teléfono           | Horario de atención |
| ------------------------------------ | ------------------ | ------------------- |
| Carretera Central s/n                |                    | Hs                  |
| Comisario                            |                    |                     |
| Alférez Richard Angel RAMON TALAVERA |                    |                     |

### Religiosas
- Diócesis de Tarma[8]
  - Obispo: Mons. Richard Daniel Alarcón Urrutia (2001-2014).
  - Administrador Diocesano de Tarma: Pbro. Felipe Ochante Lozano, OFM
- Parroquia
  - Párroco: Eduardo Falck

## Educación

### Instituciones educativas

###### Colegios[9]
| Colegios en Palca | Colegios en Palca          | Colegios en Palca |
| N.º               | Instiruciones educativas   | Tipo              |
| ----------------- | -------------------------- | ----------------- |
| 1                 | IE Santo Domingo de Guzmán | Público           |
| 2                 | IE Inicial Santa Úrsula    | Pública           |
| 3                 | IE N° 31901                | Público           |

## Turismo

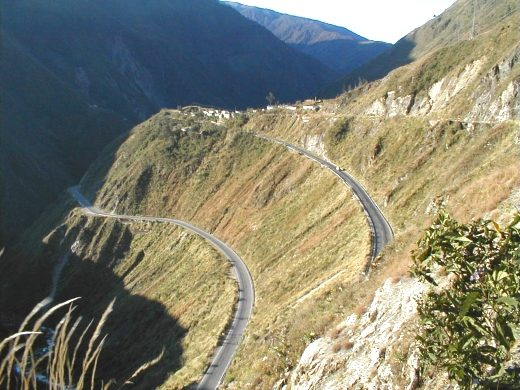
Carpapata

Las principales zonas turísticas de Palca:
- Yaroca
- Huayaonioc
- Carpapata: se encuentra a 2600 m s. n. m.[12]
- Maraynioc
- Caminos de Inca en Palca

## Festividades
Las principales festivales palqueñas son:
- Inti Raymi (solsticio de junio)
- Carnaval palqueño
- Festival del folklore

- Semana Santa
- Festividad de Santo Domingo de Guzmán (agosto)[15]
- Pachamama Raymi

- Chonguinada
- Tantawawa
- Yunzada

## Gastronomía

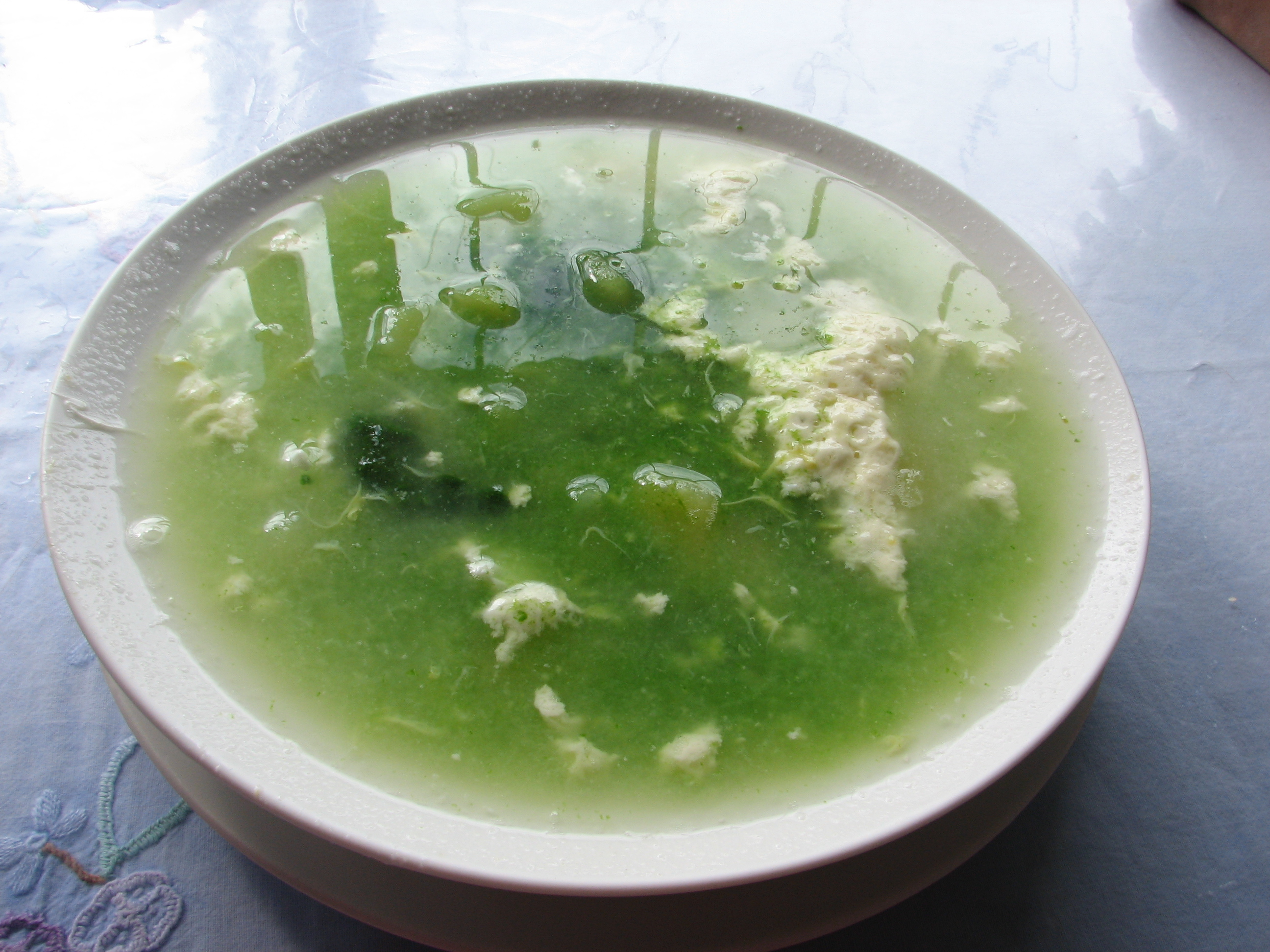
Chupe verde

En la gastronomía de Palqueña destacan platos tradicionales como la pachamanca, el chupe verde, mondongo, patasca, puchero, picante de cuy, tortilla de chuño, sopa de calabaza, papasopa, tocosh, humita, manjar y la chicha de jora.